# Ron Jarden

a Compétitions nationales et continentales officielles uniquement.

b Matchs officiels uniquement.
Dernière mise à jour le 13 décembre 2009.
Ronald Alexander "Ron" Jarden, né le 14 décembre 1929 à Lower Hutt (Nouvelle-Zélande) et décédé le 18 février 1977, est un joueur de rugby à XV qui joue avec l'équipe de Nouvelle-Zélande. Il évolue au poste d'ailier (1,73 m pour 81 kg). 

## Carrière
Il dispute son premier test match avec l'équipe de Nouvelle-Zélande le 23 juin 1951 contre l'Australie, et son dernier test match contre l'Afrique du Sud, le 1er septembre 1956. 
Il est désigné sportif néo-zélandais de l’année en 1951.
En 1953-1954 il est sélectionné à cinq reprises avec les All Blacks, qui font une tournée en Europe et en Amérique du Nord. Il perd avec les All Blacks contre le pays de Galles 8-13. Il participe ensuite à la victoire contre l'Irlande 14-3 puis à celle sur l'Angleterre 5-0 et enfin l'Écosse 3-0. Il perd contre la France 0-3 le 27 février 1954,.
Il participe ensuite à une série en Nouvelle-Zélande contre les Australiens en 1955 conclue par deux victoires et une défaite.
Ron Jarden joue quatre rencontres contre l'équipe d'Afrique du Sud en tournée en 1956, les All Blacks l'emportent trois fois et concèdent une défaite.
Il arrête sa carrière sportive en 1956 pour être homme d'affaires.

## Palmarès
- Nombre de test matchs avec les Blacks :  16
- Nombre total de matchs avec les Blacks :  37
- Nombre de points avec les Blacks : 213
- Nombre d'essais avec les Blacks : 7

## Divers
- Champion de Nouvelle-Zélande juniors sur 400 m en 1949
- Participe à l'Admiral's Cup en 1975 à Cowes